# Livre IV des Fables de La Fontaine

Le livre IV des Fables de La Fontaine fut publié en 1668, il contient 22 fables :
1. Le Lion amoureux
2. Le Berger et la Mer
3. La Mouche et la Fourmi
4. Le Jardinier et son Seigneur
5. L'Âne et le Petit Chien
6. Le Combat des Rats et des Belettes
7. Le Singe et le Dauphin
8. L'Homme et l'Idole de bois
9. Le Geai paré des plumes du paon
10. Le Chameau et les Bâtons flottants
11. La Grenouille et le Rat
12. Tribut envoyé par les Animaux à Alexandre
13. Le Cheval s'étant voulu venger du cerf
14. Le Renard et le Buste
15. Le Loup, la Chèvre et le Chevreau
16. Le Loup, la Mère et l'Enfant
17. Parole de Socrate
18. Le Vieillard et ses enfants
19. L'Oracle et l'Impie
20. L'Avare qui a perdu son trésor
21. L'Œil du Maître
22. L'Alouette et ses petits, avec le maître d'un champ